# Dedovshchina

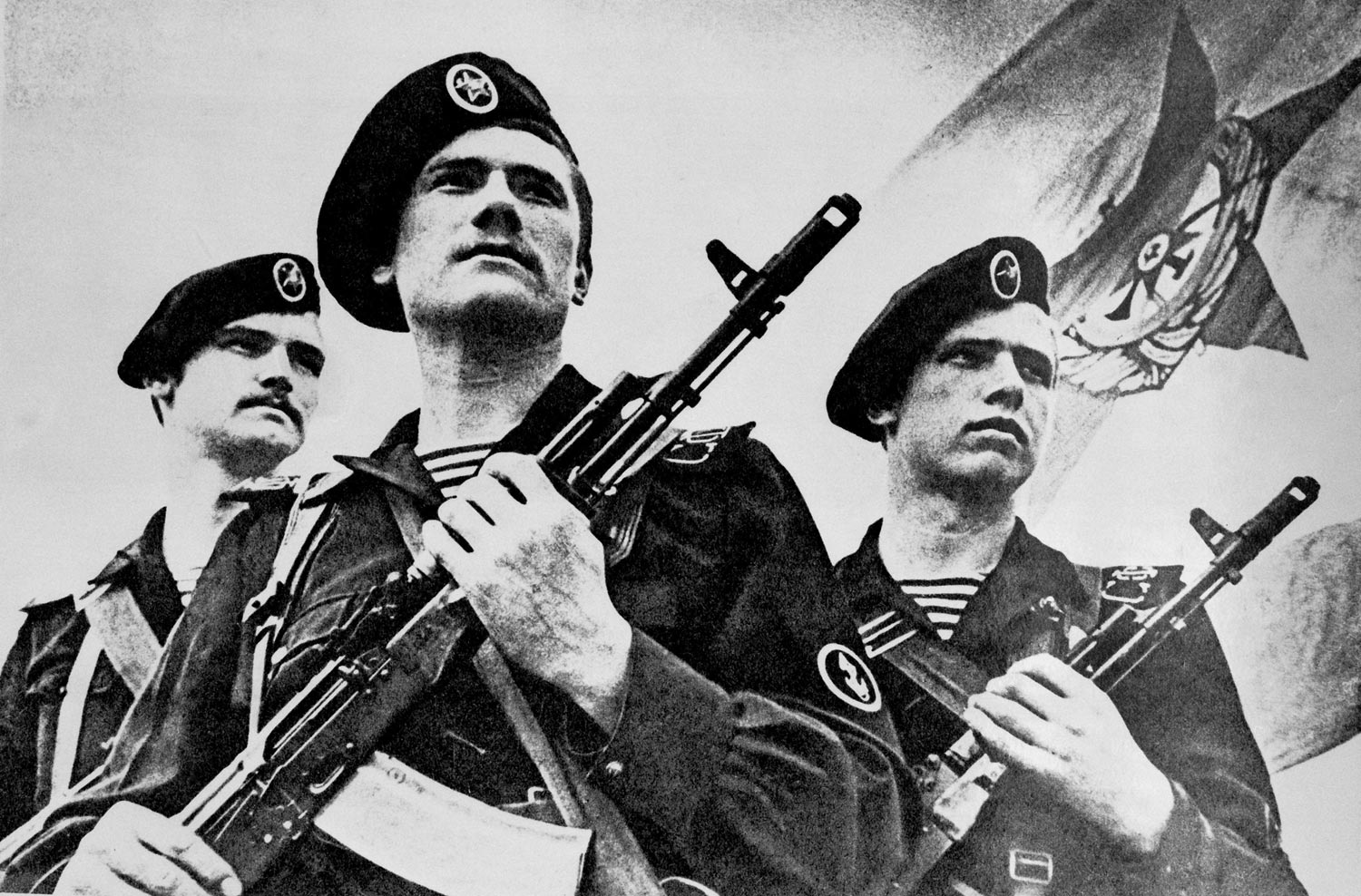
Dedovshchina

Dedovshchina (tiếng Nga: дедовщи́на, IPA: [dʲɪdɐˈfɕːinə]; nghĩa là triều đại của ông nội) là màn bắt nạt liên tiếp những tân binh trong thời gian thực hiện nghĩa vụ quân sự, trước đây là Lực lượng vũ trang Liên Xô và nay là lực lượng vũ trang Nga, quân đặc nhiệm Quốc nội, và (đến một mức độ thấp hơn nhiều) FSB Bộ đội biên phòng, cũng như lực lượng quân sự của các nước thuộc Liên Xô cũ. Nó bao gồm cả việc bạo hành của những cựu binh phục vụ năm cuối cùng của họ trong thời gian thực hiện nghĩa vụ quân sự bắt buộc cũng như các hạ sĩ quan và sĩ quan.
Dedovshchina bao gồm nhiều hoạt động bắt nạt và nhục nhã khác được thực hiện bởi các cấp dưới: từ bị cấp trên sai bảo lặt vặt cho đến bạo lực và hành hạ về thể chất và tâm lý đôi khi gây chết người, không khác gì một hình thức bắt nạt hoặc thậm chí tra tấn cực kỳ ác liệt. Nó thường được trích dẫn như một nguồn chính yếu về tinh thần thấp kém trong quân ngũ.
Thông thường với sự biện minh của việc duy trì uy quyền, bạo lực thể xác hoặc lạm dụng tâm lý có thể được sử dụng để khiến "thanh niên" phải làm những nhiệm vụ hao tổn sức lực nhất định. Trong nhiều tình huống, việc bắt nạt trên thực tế không phải là mục tiêu. Lính nghĩa vụ lâu năm bóc lột cấp dưới của họ nhằm tạo ra một sự tồn tại thoải mái hơn, và các khía cạnh bạo lực phát sinh khi các tân binh từ chối "tuân theo truyền thống". Đã có những trường hợp người lính bị thương nặng, hoặc trong những tình huống khác thường, bị giết chết.

## Giải nghĩa khái niệm
Thuật ngữ này bắt nguồn từ chữ "ded" (tiếng Nga: дед, có nghĩa là ông nội), mà binh lính trong quân đội Nga tương đương với từ gramps, có nghĩa là những người lính ở vị trí thứ ba (hoặc thứ tư, còn được gọi là "dembel" (tiếng Nga: дембель) năm tham gia nghĩa vụ quân sự bắt buộc, bắt nguồn từ một dạng thô tục của từ "giải ngũ" (tiếng Nga: демобилизация demobilizatsiya) - từ này được người lính sử dụng sai nghĩa để mô tả các hành động từ chức khỏi quân đội; binh sĩ cũng thích gọi bằng "dembel" hoặc "DMB" (tiếng Nga: ДМБ) nửa năm nhập ngũ, với hậu tố -shchina có nghĩa là một loại trật tự, quy tắc, hoặc chế độ (khi đem so sánh với từ Yezhovshchina, Zhdanovshchina). Vì vậy, nó có thể được dịch là "quy tắc của ông nội." Đây thực sự là một hệ thống thâm niên trong dân gian dựa trên giai đoạn quân dịch, hầu hết không được ủng hộ bởi luật lệ, mà chỉ trao cho những tân binh được thăng cấp lên Trung sĩ và Efreitor (Thủy binh bậc 3).

## Lịch sử thuật ngữ
Nguồn gốc của vấn đề này thường được quy cho sự thay đổi về kỳ hạn cưỡng bách tòng quân theo luật định ngày 12 tháng 10 năm 1967 gây ra, khiến hai nhóm quân nhân nghĩa vụ khác nhau cùng tham gia trong quân đội: nhóm nghĩa vụ quân sự 3 năm và nhóm nghĩa vụ quân sự chỉ có 2 năm. Cùng năm đó, đã có một quyết định đưa ra các dự thảo về lính nghĩa vụ có án tích trong quân ngũ, do cuộc khủng hoảng nhân khẩu học xảy ra sau Thế chiến II.

## Tình trạng hiện tại
Nhiều người trẻ tuổi bị giết hoặc tự vẫn mỗi năm do bị dedovshchina. Theo báo The New York Times, ít nhất có 292 lính Nga bị giết chết bởi dedovshchina trong năm 2006 (dù quân đội Nga chỉ thừa nhận có 16 lính bị giết chết trực tiếp bởi những hành động của dedovshchina và tuyên bố rằng số còn lại là tự tử). Tờ Times nói rằng: "Vào ngày 4 tháng 8, công tố viên quân đội tuyên bố rằng đã có 3.500 báo cáo về nạn bạo hành trong năm nay (2006), so với 2.798 vào năm 2005". Trong khi đó BBC báo cáo rằng vào năm 2007, 341 lính đã tự sát, giảm 15% so với năm trước.
Liên minh Ủy ban các bà mẹ binh sĩ của Nga đã cố sức tranh đấu để bảo vệ quyền lợi của những người lính trẻ này.
Năm 2012, một lính nghĩa vụ đến từ vùng Chelyabinsk nước Nga tên là Aiderkhanov, đã bị cấp trên hãm hiếp và tra tấn cho đến chết. Một nhân chứng sẵn sàng làm chứng chống lại những tên tội phạm bị buộc tội là Danil Chalkin, về sau được phát hiện đã bị bắn chết trong căn cứ quân sự của mình. Một quân nhân chuyên nghiệp, Alikbek Musabekov, sau đó bị bắt trong vụ này.

## Hành động của chính phủ
Nhìn chung, nhà nước Nga đã làm rất ít để hạn chế dedovshchina. Năm 2003, về các vấn đề cụ thể của việc phủ nhận thực phẩm và dinh dưỡng nghèo nàn, Thứ trưởng Bộ Quốc phòng V. Isakov đã thẳng thắn bác bỏ sự tồn tại của các vấn đề như vậy.
Kể từ năm 2005, Bộ Quốc phòng đã công bố số liệu thống kê hàng tháng về sự cố và tội phạm kể cả trường hợp tử vong.
Bắt đầu từ năm 2007-2008, thời gian nghĩa vụ quân sự giảm từ hai năm xuống còn một; dedovshchina chủ yếu xảy ra khi tân binh năm thứ hai ngược đãi tân binh năm thứ nhất, biện pháp này là một phần nhằm giảm bớt tục lệ đầy tai tiếng này.

## Ảnh hưởng văn hóa
Một số bộ phim của Liên Xô và Nga đã miêu tả về vấn nạn dedovshchina dù quân đội không tham gia vào việc giúp đỡ quá trình sản xuất. Sau đây là những phim được lựa chọn:
- Do It - one! - Делай — раз! - 1990
- The Guard - Караул - 1990
- Afghan Breakdown - Афганский излом - 1990
- 100 Days Before the Command - Сто дней до приказа - 1990
- Air Hunger - Кислородный голод - 1992
- The Green Elephant - Зеленый слоник - 1999
- Demobbed - ДМБ - 2000
- Đại đội 9 - 9-я рота - 2005
- The Search - 2014